# Avenue Trudaine
Avenue Trudaine är en gata i Quartier de Rochechouart i Paris nionde arrondissement. Gatan är uppkallad efter den franske köpmannen Charles Trudaine de Montigny (1660–1721). Avenue Trudaine börjar vid Rue Marguerite-de-Rochechouart 77 och Rue de Dunkerque 81 och slutar vid Rue des Martyrs 64.

## Omgivningar
- Notre-Dame-de-Lorette
- Rue des Martyrs
- Square d'Anvers – Jean-Claude-Carrière
- Rue Alfred-Stevens
- Cité Malesherbes
- Rue Gérando
- Rue Thimonnier

## Bilder
| - Gatuskylt. - Notre-Dame-de-Lorette. - Boulevard de Rochechouart. - Square d'Anvers – Jean-Claude-Carrière. |

## Kommunikationer
- Tunnelbana – linje  – Anvers
- Tunnelbana – linjerna   – Pigalle
- Busshållplats Trudaine – Paris bussnät

### Webbkällor
- ”Avenue Trudaine”. Mairie de Paris. https://web.archive.org/web/20160303221446/http://www.v2asp.paris.fr/commun/v2asp/v2/nomenclature_voies/Voieactu/9474.nom.htm. Läst 26 november 2023.
- ”Avenue Trudaine (9ème arrondissement)”. Les rues de Paris. https://web.archive.org/web/20160409125145/http://www.parisrues.com/rues09/paris-09-avenue-trudaine.html. Läst 26 november 2023.